# William F. Brunner
William Frank Brunner (ur. 15 września 1887 w Woodhaven w Nowym Jorku, zm. 23 kwietnia 1965 w Far Rockaway w Nowym Jorku) – amerykański polityk, członek Partii Demokratycznej.

## Działalność polityczna
Od 1922 do 1928 zasiadał w New York State Assembly. W okresie od 4 marca 1929 do rezygnacji 27 września 1935 przez trzy kadencje i 267 dni był przedstawicielem 2. okręgu wyborczego w stanie Nowy Jork w Izbie Reprezentantów Stanów Zjednoczonych. Od 1935 do 1936 był szeryfem hrabstwa Queens.